# Salmophasia punjabensis
Salmophasia punjabensis är en fiskart som först beskrevs av Francis Day 1872.  Salmophasia punjabensis ingår i släktet Salmophasia och familjen karpfiskar. Inga underarter finns listade i Catalogue of Life.